# Внебиржевая сделка
Внебиржевая сделка (англ. ОТС deal — over the counter) — это сделка с финансовым инструментом (акция, облигация, депозитарная расписка), заключённая сторонами напрямую, а не через биржу. Большинство внебиржевых сделок заключается через организаторов торговли, однако в отличие от биржевых торгов, на внебиржевом рынке организатор не несёт ответственности в случае неисполнения обязательств одним из участников. Для заключения внебиржевых сделок не требуется резервировать средства накануне торгов, так как участники сделок рассчитываются напрямую. Как правило, внебиржевые сделки заключаются с отсроченными расчётами. Такие сделки обозначаются T+N1+N2, где N1 и N2, соответственно, — дата поставки ценных бумаг и дата оплаты (напр., T+5+7 — поставка через 5 рабочих дней, оплата через 7 рабочих дней). По внебиржевой сделке может быть оформлен договор купли-продажи ценных бумаг.
Внебиржевой рынок ценных бумаг в Европе берет свое начало с момента создания первых акционерных обществ в 60-е годы XVI века, когда в 1568 г. была зарегистрирована одна из самых первых сделок.

## Типы внебиржевых сделок
Поставочный форвард — является самой распространённой формой заключения внебиржевых сделок, одна сторона поставляет базовый актив, другая платит деньги. Сделки спот можно рассматривать как частный случай таких сделок с «ближайшим» сроком расчётов.
Расчётный форвард — является менее распространённой формой. Для России данный вид сделок является достаточно редким ввиду своей правовой незащищённости. В 1998 году после августовского кризиса российским судом было отказано нескольким зарубежным банкам в их исках по поводу неуплаты российскими банками их обязательств по расчётным форвардам. Российский суд приравнял данные сделки к пари.
Внебиржевой опцион — распространённый тип внебиржевой сделки, по которой одна сторона получает право, но не обязательство на покупку/продажу актива. Не следует путать внебиржевые опционы со стандартными биржевыми. Для внебиржевых рынков опцион является скорее не инструментом торговли, а типом сделки, тогда как для биржевых торгов биржевой опцион является именно финансовым инструментом.

## Внебиржевые рынки
Внебиржевой рынок не имеет единого торгового помещения. Он существует потому, что не все ценные бумаги могут обращаться на бирже. Как правило, это бумаги средних и мелких корпораций, а также крупных, по тем или иным причинам не прошедшие процедуру листинга. Через внебиржевой оборот проходит примерно 2/3 всего оборота ценных бумаг. Исторически внебиржевой рынок возник раньше, а уже потом рост операций с ценными бумагами потребовал организации более упорядоченной торговли.
В США внебиржевой рынок объединяет 415 тысяч официальных держателей акций и облигаций.
Самые известные внебиржевые площадки:
- OTC-платформа — торговая платформа Московской биржи для поиска контрагента во внебиржевых сделках[4]
- RTS Board — российская многофункциональная информационная система[5].
- Pink Sheets — американская внебиржевая система
- OTCBB — электронные доски объявлений внебиржевого рынка США